# Леселідзе (селище)
Гячрипш, Гячрипщ, Леселідзе(абх. Гьачрыҧшь [Гечрипшь], груз. ლესელიძე [Леселідзе]) — селище міського типу (за іншими даними — село) в Гагрському муніципалітеті Автономної Республіки Абхазія (за іншими даними — в Гагрському районі Абхазії). Лежить на березі Чорного моря, за 14 км від Гагри. Фактично в селищі розташований зупинний пункт Гячрипш Абхазької залізниці (в довідниках фігурує як зупинний пункт Леселідзе Грузинської залізниці).

## Населення
За даними 1959 року в селищі Гячрипш(Леселідзе) жило 646 жителів, переважно росіяни й естонці (в сільраді в цілому — 2964 жителів, яка включала також села: переважно російсько-естонське Сальме (1268 чол.) і переважно грузино-естонське Сулева (1050 чол., 1959). До 1989 року в селищі жило 969 чоловік, у ньому переважали вже вірмени і грузини (на північ в селі Сулева — грузини (а також естонці), у селі Сальме (Псоу) — естонці, грузини, вірмени). Після війни 1990-х років у Гячрипш стали переважати вірмени й абхази, а в селах на північ — вірмени й естонці. За даними перепису 2011 чисельність населення сільського поселення (сільської адміністрації) Гячрипш становила 1546 жителів, з них 980 осіб — вірмени (63, 4%), 215 осіб — абхази (13,9%), 146 осіб — росіяни (9,4%), 205 осіб — інші (13,3%, включаючи естонців).

## Історія
Засноване в XIX столітті як селище Єрмолівськ, назване на честь міністра землеробства А. С. Єрмолова, який 1894 року побував у цьому селищі. Зустрічається в літературі вказівка на зв'язок ойконімів з ім'ям відомого генерала Єрмолова, головнокомандувача в Кавказькій війні, помилково.
У 1944 році селище перейменоване на честь генерала К. М. Леселідзе (1903-1944), учасника боїв на Кавказі в роки Великої Вітчизняної війни. 

Указом Президії Верховної Ради Грузинської РСР від 1 червня 1944 про перейменування села Єрмолівськ та Сальмінської сільської Ради Гагринського району Абхазької АРСР затвердили подання Президії Верховної Ради Абхазької АРСР про перейменування центру Сальмінської сільської Ради Гагринського району села Єрмолівськ у село Леселідзе і Сальмінської сільської Ради — в Леселідзевска сільська Рада.

Після Другої світової війни селище було упорядковано і розвивалося як курортне. У Леселідзе з'явилися дитячий санаторій, будинок відпочинку, спортивна база-пансіонат. База вважалася улюбленим місцем для зборів і тренувань провідних спортсменів. Тут відбувалися тренування збірної СРСР з футболу й багатьох футбольних команд СРСР. Також тренувалися гандболісти й легкоатлети.
У 1975 році відкрито пам'ятник К. М. Леселідзе, автором якого є Сілован Якимович Какабадзе. 
Урочисте відкриття пам'ятника генералу К. М. Леселідзе відбулося в день святкування 30-річчя Великої Перемоги — 9 травня 1975 року. 
На мітингу виступила дочка генерала Ізольда Леселідзе, яка сказала: 
|  | "Я нескінченно рада привітати вас усіх з Днем Перемоги. З цим великим святом збіглося відкриття пам'ятника моєму батькові, це пам'ятник не тільки батькові, а й усім тим, хто пішов на війну з Грузії і не повернувся додому... " |

Під час війни в Абхазії у вересні 1992 року після падіння м. Гагра разом з іншими грузинськими пам'ятниками демонтували й пам'ятник генерал-полковнику Костянтину Миколайовичу Леселідзе.
У тому ж році постановою Верховної Ради Республіки Абхазія селищу Леселідзе було повернуто старовинну назву Гечріпш.. 

Працюють пансіонати «Геч» і «Лагуна».
Назва Гечріпш пішло від області, якою правили абхазькі (садзскі) князі Гечба і яка іменувалася Геч (по-черк. Гечкуадж — селище Гечеівців). В історичній літературі зустрічаються варіації Гечілер (турецк Гечі-лер «Гічівці»).

## Джерело
- Леселідзе(рос.) [Архівовано 13 жовтня 2014 у Wayback Machine.]